# Campeonato Peruano de Fútbol de 1941
El Campeonato Peruano de Fútbol de 1941, denominado como «XXV Campeonato de Selección y Competencia», fue la edición número 25 de la Primera División del Perú y contó con la participación de 8 equipos. El campeón nacional fue Universitario de Deportes. Mientras que Atlético Chalaco y Telmo Carbajo descendieron a jugar la liguilla de promoción.
Luego de jugada la liguilla de promoción (disputado entre los dos últimos de Primera y los dos mejores de la Liga Regional Lima y Callao 1941) fue anulada, aumentando los participantes de 8 a 10 en Primera División y siendo invitados a disputar el torneo de 1942: el campeón Santiago Barranco y subcampeón Centro Iqueño de la Liga Regional.
Finalizada la fecha 12 el certamen tuvo que suspenderse para que la Selección Peruana asista al Campeonato Sudamericano de ese año. El torneo se reanudó en abril de 1942 y la "U" pudo consolidar su conquista con dos victorias importantes ante Atlético Chalaco y Alianza Lima.

## Formato
El torneo se jugó a dos ruedas y se otorgaba tres puntos por partido ganado, dos puntos por partido empatado y un punto por partido perdido. G: 3, E: 2, P: 1, walkover: 0.

## Ascensos y descensos
| Club          | Ascendido como                            |
| ------------- | ----------------------------------------- |
| Sucre FBC     | 1º en Ascenso a la División de Honor 1940 |
| Telmo Carbajo | 2º en Ascenso a la División de Honor 1940 |

| Club          | Descendido como                           |
| ------------- | ----------------------------------------- |
| Ciclista Lima | 4º en Ascenso a la División de Honor 1940 |

## Equipos participantes
| Club                      | Ciudad | Entrenador           |
| ------------------------- | ------ | -------------------- |
| Alianza Lima              | Lima   | Alejandro Villanueva |
| Atlético Chalaco          | Callao | Justino Reyes        |
| Deportivo Municipal       | Lima   |                      |
| Sport Boys                | Callao | Raúl Chappell        |
| Sporting Tabaco           | Lima   | Jeremías León        |
| Sucre FBC                 | Lima   | Alfonso Huapaya      |
| Telmo Carbajo             | Callao |                      |
| Universitario de Deportes | Lima   | Arturo Fernández     |

## Tabla de posiciones
| Pos. | Club                      | PJ | PG | PE | PP | GF | GC | DG  | Pts. |
| ---- | ------------------------- | -- | -- | -- | -- | -- | -- | --- | ---- |
| 1    | Universitario de Deportes | 14 | 7  | 6  | 1  | 26 | 13 | +13 | 34   |
| 2    | Deportivo Municipal       | 14 | 7  | 5  | 2  | 35 | 15 | +20 | 33   |
| 3    | Alianza Lima              | 14 | 7  | 3  | 4  | 28 | 18 | +10 | 31   |
| 4    | Sporting Tabaco           | 14 | 6  | 2  | 6  | 17 | 18 | -1  | 28   |
| 5    | Sport Boys                | 14 | 5  | 4  | 5  | 24 | 26 | -2  | 28   |
| 6    | Sucre FBC                 | 14 | 3  | 6  | 5  | 14 | 22 | -8  | 26   |
| 7    | Atlético Chalaco          | 14 | 2  | 4  | 8  | 8  | 20 | -12 | 22   |
| 8    | Telmo Carbajo             | 14 | 2  | 4  | 8  | 14 | 34 | -20 | 22   |

|  | Campeón               |
|  | Liguilla de Promoción |

## Resultados
Todos los partidos se jugaron en Lima y Callao.
| Local \ Visitante   | ALI | CHA | MUN | SBA | TAB | SUC | TEL | UNI |
| ------------------- | --- | --- | --- | --- | --- | --- | --- | --- |
| Alianza Lima        |     | 0–1 | 2–3 | 4–2 | 4–2 | 1–1 | 3–1 | 1–3 |
| Atlético Chalaco    | 0–2 |     | 0–3 | 0–1 | 0–2 | 0–0 | 1–0 | 2–2 |
| Deportivo Municipal | 1–1 | 2–2 |     | 4–1 | 3–1 | 6–1 | 4–2 | 2–3 |
| Sport Boys          | 1–5 | 3–1 | 2–2 |     | 1–2 | 2–1 | 2–3 | 3–3 |
| Sporting Tabaco     | 0–1 | 2–1 | 1–0 | 0–1 |     | 1–1 | 4–1 | 1–3 |
| Sucre               | 2–1 | 1–0 | 0–0 | 0–0 | 1–0 |     | 1–1 | 1–4 |
| Telmo Carbajo       | 1–3 | 0–0 | 0–5 | 0–5 | 0–0 | 3–2 |     | 1–1 |
| Universitario       | 0–0 | 1–0 | 0–0 | 0–0 | 0–1 | 3–1 | 3–0 |     |

#### Fecha 1
Los partidos se jugaron el 24 de agosto de 1941.
| Equipo 1            | Resultado | Equipo 2         |
| ------------------- | --------- | ---------------- |
| Sporting Tabaco     | 2–1       | Atlético Chalaco |
| Deportivo Municipal | 4–1       | Sport Boys       |
| Sucre               | 1–4       | Universitario    |
| Alianza Lima        | 3–1       | Telmo Carbajo    |

#### Fecha 2
Los partidos se jugaron el 31 de agosto de 1941.
| Equipo 1         | Resultado | Equipo 2            |
| ---------------- | --------- | ------------------- |
| Atlético Chalaco | 0–3       | Deportivo Municipal |
| Telmo Carbajo    | 1–1       | Universitario       |
| Sporting Tabaco  | 0–1       | Alianza Lima        |
| Sucre            | 0–0       | Sport Boys          |

#### Fecha 3
Los partidos se jugaron el 7 de septiembre de 1941.
| Equipo 1            | Resultado | Equipo 2         |
| ------------------- | --------- | ---------------- |
| Telmo Carbajo       | 0–0       | Sporting Tabaco  |
| Deportivo Municipal | 6–1       | Sucre            |
| Alianza Lima        | 0–1       | Atlético Chalaco |
| Sport Boys          | 3–3       | Universitario    |

#### Fecha 4
Los partidos se jugaron el 14 de septiembre de 1941.
| Equipo 1         | Resultado | Equipo 2            |
| ---------------- | --------- | ------------------- |
| Sporting Tabaco  | 1–1       | Sucre               |
| Atlético Chalaco | 1–0       | Telmo Carbajo       |
| Alianza Lima     | 4–2       | Sport Boys          |
| Universitario    | 0–0       | Deportivo Municipal |

#### Fecha 5
Los partidos se jugaron el 21 de septiembre de 1941.
| Equipo 1            | Resultado | Equipo 2      |
| ------------------- | --------- | ------------- |
| Deportivo Municipal | 1–1       | Alianza Lima  |
| Sporting Tabaco     | 1–3       | Universitario |
| Atlético Chalaco    | 0–1       | Sport Boys    |
| Sucre               | 1–1       | Telmo Carbajo |

#### Fecha 6
Los partidos se jugaron el 28 de septiembre de 1941.
| Equipo 1         | Resultado | Equipo 2            |
| ---------------- | --------- | ------------------- |
| Sport Boys       | 2–3       | Telmo Carbajo       |
| Atlético Chalaco | 0–0       | Sucre               |
| Sporting Tabaco  | 1–0       | Deportivo Municipal |
| Universitario    | 0–0       | Alianza Lima        |

#### Fecha 7
Los partidos se jugaron el 5 de octubre de 1941.
| Equipo 1         | Resultado | Equipo 2            |
| ---------------- | --------- | ------------------- |
| Sporting Tabaco  | 0–1       | Sport Boys          |
| Telmo Carbajo    | 0–5       | Deportivo Municipal |
| Atlético Chalaco | 2–2       | Universitario       |
| Sucre            | 2–1       | Alianza Lima        |

#### Fecha 8
Los partidos se jugaron el 12 de octubre de 1941.
| Equipo 1         | Resultado | Equipo 2            |
| ---------------- | --------- | ------------------- |
| Alianza Lima     | 3–1       | Telmo Carbajo       |
| Atlético Chalaco | 0–2       | Sporting Tabaco     |
| Universitario    | 3–1       | Sucre               |
| Sport Boys       | 2–2       | Deportivo Municipal |

#### Fecha 9
Los partidos se jugaron el 19 de octubre de 1941.
| Equipo 1            | Resultado | Equipo 2         |
| ------------------- | --------- | ---------------- |
| Universitario       | 3–0       | Telmo Carbajo    |
| Sport Boys          | 2–1       | Sucre            |
| Deportivo Municipal | 2–2       | Atlético Chalaco |
| Alianza Lima        | 4–2       | Sporting Tabaco  |

#### Fecha 10
Los partidos se jugaron el 26 de octubre de 1941.
| Equipo 1         | Resultado | Equipo 2            |
| ---------------- | --------- | ------------------- |
| Atlético Chalaco | 0–2       | Alianza Lima        |
| Universitario    | 0–0       | Sport Boys          |
| Sucre            | 0–0       | Deportivo Municipal |
| Sporting Tabaco  | 4–1       | Telmo Carbajo       |

#### Fecha 11
Los partidos se jugaron el 1 y 2 de noviembre de 1941.
| Equipo 1            | Resultado | Equipo 2         |
| ------------------- | --------- | ---------------- |
| Sport Boys          | 1–5       | Alianza Lima     |
| Telmo Carbajo       | 0–0       | Atlético Chalaco |
| Sucre               | 1–0       | Sporting Tabaco  |
| Deportivo Municipal | 2–3       | Universitario    |

#### Fecha 12
Los partidos se jugaron el 9 de noviembre de 1941.
| Equipo 1      | Resultado | Equipo 2            |
| ------------- | --------- | ------------------- |
| Telmo Carbajo | 3–2       | Sucre               |
| Universitario | 0–1       | Sporting Tabaco     |
| Alianza Lima  | 2–3       | Deportivo Municipal |
| Sport Boys    | 3–1       | Atlético Chalaco    |

#### Fecha 13
Los dos primeros partidos se jugaron el 16 y 23 de noviembre de 1941 y los dos partidos siguientes se jugaron el 12 de abril de 1942.
| Equipo 1            | Resultado | Equipo 2         |
| ------------------- | --------- | ---------------- |
| Telmo Carbajo       | 0–5       | Sport Boys       |
| Sucre               | 1–0       | Atlético Chalaco |
| Deportivo Municipal | 3–1       | Sporting Tabaco  |
| Alianza Lima        | 1–3       | Universitario    |

#### Fecha 14
Los partidos se jugaron el 5 de abril de 1942.
| Equipo 1            | Resultado | Equipo 2         |
| ------------------- | --------- | ---------------- |
| Sport Boys          | 1–2       | Sporting Tabaco  |
| Deportivo Municipal | 4–2       | Telmo Carbajo    |
| Universitario       | 1–0       | Atlético Chalaco |
| Alianza Lima        | 1–1       | Sucre            |

## Campeón
|                         |
| Campeón Nacional        |
| Universitario 4° título |
|                         |

## Liguilla de Promoción

### Tabla de posiciones
| P | Equipo            | PJ | PG | PE | PP | GF | GC | DG | PTS |
| - | ----------------- | -- | -- | -- | -- | -- | -- | -- | --- |
| 1 | Centro Iqueño     | 3  | 1  | 2  | 0  | 6  | 3  | +3 | 7   |
| 2 | Telmo Carbajo     | 3  | 1  | 2  | 0  | 5  | 2  | +3 | 7   |
| 4 | Atlético Chalaco  | 3  | 1  | 2  | 0  | 3  | 2  | +1 | 7   |
| 3 | Santiago Barranco | 3  | 0  | 0  | 3  | 3  | 10 | -7 | 3   |

### Resultados
| Local \ Visitante | CHA | CEN | SAN | TEL |
| ----------------- | --- | --- | --- | --- |
| Atlético Chalaco  |     | —   | 2–1 | —   |
| Centro Iqueño     | 0–0 |     | —   | 1–1 |
| Santiago Barranco | —   | 2–5 |     | 0–3 |
| Telmo Carbajo     | 1–1 | —   | —   |     |

#### Fecha 1
Los partidos se jugaron el 30 de agosto de 1942.
| Equipo 1         | Resultado | Equipo 2          |
| ---------------- | --------- | ----------------- |
| Centro Iqueño    | 1–1       | Telmo Carbajo     |
| Atlético Chalaco | 2–1       | Santiago Barranco |

#### Fecha 2
Los partidos se jugaron el 6 de septiembre de 1942.
| Equipo 1          | Resultado | Equipo 2         |
| ----------------- | --------- | ---------------- |
| Santiago Barranco | 0–3       | Telmo Carbajo    |
| Centro Iqueño     | 0–0       | Atlético Chalaco |

#### Fecha 3
Los partidos se jugaron el 13 de septiembre de 1942.
| Equipo 1         | Resultado | Equipo 2          |
| ---------------- | --------- | ----------------- |
| Centro Iqueño    | 5–2       | Santiago Barranco |
| Atlético Chalaco | 1–1       | Telmo Carbajo     |

## Máximos goleadores
| Jugador           | Equipo                    | Goles |
| ----------------- | ------------------------- | ----- |
| Jorge Cabrejos    | Deportivo Municipal       | 13    |
| Luis Guzmán       | Deportivo Municipal       | 10    |
| Armando Agurto    | Sport Boys                | 8     |
| Adelfo Magallanes | Alianza Lima              | 7     |
| Lolo Fernández    | Universitario de Deportes | 7     |